# Le Théorème de Marguerite
Le Théorème de Marguerite (bra: O Desafio de Marguerite) é um filme de 2023 dirigido por Anna Novion. Foi apresentado na Sessão Especial do Festival de Cannes 2023. No Brasil, foi lançado pela Synapse Distribution nos cinemas em 7 de dezembro de 2023, antes do lançamento, foi apresentado no Festival Varilux de Cinema Francês 2023.

## Sinopse
Marguerite é a única aluna entre os meninos da École Normale Supérieure (ENS) , onde demonstra talento em matemática. Ela acaba de concluir sua tese sobre a conjectura de Goldbach e deve apresentar seu trabalho aos pesquisadores em um seminário. Um aluno que compete com Marguerite no mesmo assunto encontra um erro que abala tudo ao redor de Marguerite: ela então decide desistir.

## Elenco
- Ella Rumpf : Marguerite Hoffmann
- Jean-Pierre Darroussin : Laurent Werner
- Clotilde Courau : Suzanne
- Julien Frison : Lucas Savelli
- Sonia Bonny : Noa
- Cheng Xiaoxing (creditado Maurice Cheng)
- Idir Azougli : Yanis
- Camille de Sablet : a treinadora
- Édouard Sulpice : um estudante

## Recepção
Na França, o filme tem uma nota média de 3,5/5 no agregador do AlloCiné, calculada a partir de 18 resenhas da imprensa.